# Cueca brava
La cueca brava, cueca centrina o cueca chilenera es un subgénero de la música y danza cueca —la «danza nacional de Chile» desde 1979—, interpretada por los urbanos guachacas. Tendría sus orígenes en la chinganera —o simplemente chilena— y su nombre se originó en la década de 1960 con la publicación del disco  La cueca brava del grupo Los Chileneros. 
Esta danza puede agruparse dentro de la cueca marginal, cuyo nombre tiene diversas denominaciones dependiendo de los títulos otorgados a los 
discos en los que aparecería, o del lugar donde se ejecutaban: así, además de la cueca brava, es posible identificar dentro de lo «marginal» a la cueca chora, cueca porteña o cueca de burdel. Sus orígenes y tradiciones se relaciona estrechamente con aquella que provenía de las chinganas del siglo XIX y que por diversos motivos, como el proceso de industrialización y la gran masa migratoria hacia las ciudades desde el campo, hizo que recalara en los conventillos, burdeles, casas de canto y las fondas marginales de Santiago, Valparaíso, San Antonio y Coquimbo.[cita requerida]
El creador de este concepto fue Hernán Núñez Oyarce, quien fue un asiduo creador y recopilador de cuecas, además de ser uno de los fundadores del grupo Los Chileneros.

## Historia

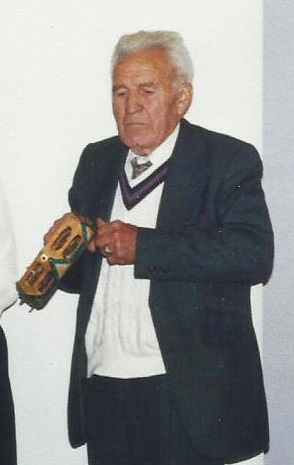
Hernán Núñez Oyarce, conocido como Nano Núñez, creador de la cueca brava.

Es una cueca que nace de la marginalidad citadina y su rótulo se introduce durante los años 1960 para diferenciarse de la cueca chora, cultivada por Roberto Parra y bautizada por él en su LP Las cuecas choras del Tío Roberto (1967), aunque en cuanto a sus componentes constituyen el mismo estilo. En 1967, Hernán Núñez Oyarce (el «Nano» Núñez), Luis Hernán Araneda («el Baucha»), Raúl Lizama («el Perico») y Eduardo Mesías crearon el grupo de cuecas chileneras llamado Los Chileneros, con el cual lanzaron el mismo año el disco La cueca centrina. Al año siguiente, con el reemplazo de Mesías por Carlos Navarro («el Pollito»), lanzaron su segundo disco, a través del sello EMI Odeon, el cual titularon La cueca brava.
El mismo Hernán Núñez Oyarce señaló en una entrevista al diario El Mercurio en noviembre de 2003:

Yo le puse a esta cueca la "cueca brava". Porque la rotada ha sido brava, la gente se educaba en la calle. Las mismas casas de remolienda, casi todas ponían fondas. Y ocupaban un cantor de pueblo para jornadas que duraban tres días.
Hernán Núñez Oyarce

Este nuevo apelativo también lo recogería Mario Catalán Portilla en 1970, con su disco en conjunto con el Dúo Rey Silva llamado Cuecas bravas.
En 1988 también aparece el disco Cuecas Bravas de Luis Araneda y Raúl Lizama.
En abril del 2005, Hernán Núñez Oyarce edita su libro Mi gran cueca. Crónicas de la cueca brava.
Entre los principales exponentes de esta variante de cueca están Roberto Parra (el «Tío Roberto») y Los Chileneros. Desde los años 1990 han aparecido nuevos exponentes de cueca brava, entre los que se destacan Álvaro Henríquez y Los Tres, importantes impulsores del estilo por esos años, Pedro Juan y Diego y Los porfiados de la cueca, Los Paleteados del Puerto, Los Afuerinos, Las Capitalinas y Los Tricolores, entre otros.

## Temática
La temática principal de la cueca brava, es la descripción de hechos y escenarios propios de la ciudad, pero que por su origen marginal, siempre tienden a referir a lo popular, sin dejar de mencionar que lo delictivo o peleas de guapos son descritas en su lírica que respeta una forma poética simétrica perfecta, lo que permite que cualquiera de estas letras pueda ser cantada en cualquier melodía.[cita requerida]

## Estructura
Al igual que la cueca tradicional y la cueca chilenera —cueca originaria de los demás estilos citados—, la cueca brava está conformada de la siguiente manera:[cita requerida]
- Cuarteto o copla: estrofa inicial de cuatro versos octosílabos.
- Seguidilla: estrofa de ocho versos heptasílabo y pentasílabo intercalados. El cuarto verso debe repetirse en el quinto, pero este último, debe de un verso pentasílabo transformarse de a uno heptasílabo, para esto generalmente se le agrega una exclamación, tal como Ay sí.
- Remate: estrofa de dos versos heptasílabo y un pentasílabo intercalado, que le da fin a la cueca, el cual, funciona como un verso unificador o la respuesta a las primeras estrofas.

Ejemplo:

Yo vi a dos taitas pararse
en el barrio Matadero
poniendo su pecho al frente
defundaron los aceros

Ese fue El Cache' vaina
con el Pituco
se tiraban pencazos
que daba gusto
que daba gusto sí
y fue Bonasco
quien paró la pelea
de esos dos guapos

Nada de codo vuelto
fueron al pleito.
Hernán Núñez Oyarce, Yo vi a dos taitas pararse.

Este estilo de cueca había desaparecido debido a la rigurosidad de los "taitas" (cantores reconocidos y respetados por sus pares) en aceptar nuevos cantores en los años 1970 debido a las exigencias que ellos mismos imponían, también por una invasión de música foránea, pero, por sobre todo, por el apagón cultural de los años 1980; sin embargo, de un tiempo a esta parte, este estilo es el más popular entre jóvenes.[cita requerida]